# Pascale Hutton
Pascale Hutton (Creston, Columbia Británica; 14 de junio de 1979) es una actriz canadiense. Asistió al conservatorio actuando en el programa de la Universidad de Alberta en Edmonton.

## Carrera

### Televisión
| Año          | Show                                                        | Rol                                             | Notas |
| ------------ | ----------------------------------------------------------- | ----------------------------------------------- | --- |
| 2014         | Once Upon a Time                                            | Reina Gerda                                     | Episodios "A Tale of Two Sisters" y "The Snow Queen" |
| 2014-present | When calls the heart                                        | Rosemary Coulter                                | Apareció por primera vez como Rosemary LeVeaux en la Temporada 1: Episodio 11 "Rules of Engagement". Posteriormente, en la temporada 3 se casa con Lee Coulter.            |
| 2012         | Continuum                                                   | Alicia Fuentes                                  | Temporada 1, Episodio "The Politics of Time" |
| 2012         | Arctic Air                                                  | Krista Ivarson                                  | Papel principal |
| 2011         | Behemoth                                                    | Emily                                           | |
| 2010–2012    | Sanctuary                                                   | Abby Corrigan                                   | Temporadas 3-4, papel recurrente |
| 2010–2012    | Fringe                                                      | Sally Clark                                     | Temporadas 2 & 4, papel recurrente |
| 2010         | Rookie Blue                                                 | Jess Erico                                      | Temporada 1, Episodio "Broad Daylight" |
| 2009         | Supernatural                                                | Lia                                             | Temporada 5, Episodio "The Curious Case of Dean Winchester" |
| 2009         | Royal Pains                                                 | Nikki                                           | Temporada 1, episodio piloto. |
| 2009         | Tornado Valley                                              | Ellie Wilson                                    | |
| 2009         | Flashpoint                                                  | Kira, despachadora de la policía                | Temporada 1 & 2, papel recurrente |
| 2007         | Intelligence                                                | Julianna, una espía que solía ser una call girl | Temporada 2, papel recurrente. Por su actuación en el episodio "The Heat Is On", ganó un Premio Gemini en la categoría "Mejor performance de una actriz invitada en drama" |
| 2007         | Reaper                                                      | Taylor                                          | Temporada 1, Episodio "Love, Bullets and Blacktop" |
| 2007         | The 4400                                                    | Abigail Hunnicutt                               | Temporada 4, Episodios "Tiny Machines" y "The Great Leap Forward" |
| 2007         | Traveler                                                    | Kim Doherty                                     | Temporada 1, papel principal |
| 2006         | Psych                                                       | Katarina McCallum                               | Temporada 1, episodio piloto |
| 2006         | The Dead Zone                                               | Karen Tomlin                                    | Episodio "Forbidden Fruit" |
| 2006         | The Collector                                               | Naomi                                           | |
| 2006         | Smallville                                                  | Raya                                            | Temporada 6, Episodios "Zod" y "Fallout" |
| 2006         | Stargate Atlantis                                           | Primera Oficial Trebal                          | Temporada 2, Episodio "Aurora" |
| 2005         | Behind the Camera: The Unauthorized Story of 'Mork & Mindy' | Secretaria                                      | |
| 2005         | Smallville                                                  | Karen Gallagher                                 | |
| 2005         | Reunion                                                     | Heather, la mesera bonita                       | |
| 2004         | Life As We Know It                                          | Kelly                                           | |
| 2004         | Dead Like Me                                                | Amina                                           | Temporada 2, Episodio 5 |
| 2004         | The Days                                                    | Megan                                           | |
| 2004         | The Clinic                                                  | Sarah                                           | |

### Cine
| Año  | Título                                   | Rol                       | Notas                       |
| ---- | ---------------------------------------- | ------------------------- | --------------------------- |
| 2004 | Ginger Snaps 2: Unleashed                | Beth-Ann                  |                             |
| 2005 | A Simple Curve                           | Lee                       |                             |
| 2005 | Fantastic Four                           | Novia en el club nocturno | Solamente versión extendida |
| 2008 | The Art of War II: Betrayal              | Autumn                    | Directo a video             |
| 2008 | Shred                                    | Danielle                  |                             |
| 2009 | Revenge of the Boarding School Dropouts  | Danielle                  | Directo a video             |
| 2009 | Tornado Valley                           | Ellie                     |                             |
| 2010 | Cats & Dogs: The Revenge of Kitty Galore | Jackie                    |                             |
| 2010 | Badass Thieves                           | Kate                      | Short                       |
| 2011 | Afghan Luke                              | Elita                     |                             |
| 2015 | The Unspoken                             | Jeanie                    |                             |
| 2017 | S.W.A.T.: Under Siege                    | Carley                    | Directo a video             |